# Соломено
Соломенско језеро или Соломено (рус. Соломенное озеро, Соломено) језеро је на северозападу Тверске области, у европском делу Руске Федерације. Налази се на подручју Торопечког рејона на рубним деловима Валдајског побрђа. Кроз језеро протиче река Торопа која га уједно повезује са басеном Западне Двине. На његовој северозападној обали се налази град Торопец.
Површина језерске акваторије је 8 км², максимална дужина је 6,3 км, ширина до 2,4 км. Дужина обалске линије језера је 15,1 километара, максимална дубина до 3,5 метара (у просеку 2 метра). Површина језера лежи на надморској висини од 176 метара.
Језеро је издужено у смеру северозапад-југоисток, обале су нешто ниже једино у југоисточном делу језера где се улива река Торопа. Након свега око километар тока по изласку из језера Соломено, река Торопа протиче кроз Заликовско језеро.